# Yuta Nakayama
Yuta Nakayama (født 16. februar 1997) er en japansk fodboldspiller.
Han har spillet for flere forskellige klubber i sin karriere, herunder Kashiwa Reysol.